# Giusy Malato
Giusy Malato (Catania, 9 de julho de 1971) é uma jogadora de polo aquático italiana, campeã olímpica.

## Carreira
Giusy Malato fez parte do elenco campeão olímpico de Atenas 2004.